# Campo gravitatorio
En física, el campo gravitatorio o campo gravitacional es un campo de fuerzas que representa la gravedad. Si se dispone en cierta región del espacio una masa {\displaystyle M}, el espacio alrededor de {\displaystyle M} adquiere ciertas características que no disponía cuando no estaba {\displaystyle M}. Este hecho se puede comprobar acercando otra masa {\displaystyle m} y constatando que se produce la interacción. A la situación física que produce la masa {\displaystyle M} se la denomina campo gravitatorio. Afirmar que existe algo alrededor de {\displaystyle M} es puramente especulativo, ya que solo se nota el campo cuando se coloca la otra masa {\displaystyle m}, a la que se llama masa testigo o masa de prueba. 
El tratamiento que recibe el campo gravitatorio es diferente según las necesidades del problema:
- En física newtoniana o física clásica el campo gravitatorio viene representado por un campo vectorial.
- En física relativista, el campo gravitatorio viene representado por un campo tensorial de segundo orden marcea.

## Campo gravitatorio en la física clásica

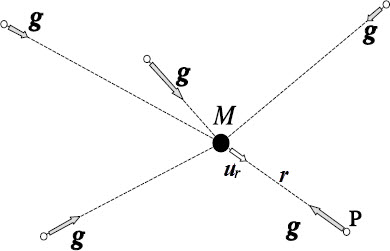
Podemos asociar a cada punto del espacio el vector intensidad del campo gravitatorio creado en el por la presencia de una masa M. El conjunto de todos estos vectores en los distintos puntos del espacio constituye un Campo Gravitatorio.

En física newtoniana, el campo gravitatorio se representa mediante un campo vectorial conservativo cuyas líneas de campo son abiertas. Puede definirse como la fuerza por unidad de masa que experimentará una partícula puntual en presencia de una distribución de masa. Sus dimensiones son, por lo tanto, las de una aceleración, aunque se suele utilizar la dimensión de fuerza por unidad de masa -que es equivalente- y expresar su intensidad en N/kg (newtons/kilogramo).
Matemáticamente, la intensidad {\displaystyle g} del campo gravitatorio producido por una distribución de masas cualquiera se define como:
{\displaystyle g={\underset {m\to 0}{\mathop {\lim } }}\,{\frac {F}{m}}}
donde:
- {\displaystyle m} es una masa de prueba
- {\displaystyle F} es la fuerza gravitatoria que actúa sobre la masa de prueba

Los campos gravitatorios son aditivos. La intensidad del campo gravitatorio creado por una distribución de masa es igual a la suma vectorial de las intensidades de los campos creados por sus diferentes elementos constitutivos.

### Campos gravitatorios
El campo {\displaystyle \mathbf {g} } creado por una masa puntual {\displaystyle M} o por una esfera homogénea de masa {\displaystyle M} en un punto exterior a la esfera está dirigido hacia su centro y viene dado por la expresión:

(1){\displaystyle \mathbf {g} =-{\frac {GM}{{r}^{2}}}\ {\frac {\mathbf {r} }{r}}=-{\frac {GM}{{r}^{2}}}{{\mathbf {u} }_{r}}}

donde {\displaystyle r} es la distancia del punto al centro de la esfera. Esta ecuación (1), por la que el campo decrece según la ley de la inversa del cuadrado solo es válida para puntos exteriores a la esfera.

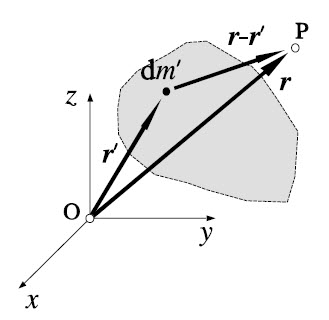
Cálculo del campo gravitatorio creado por una distribución continua de materia.

En el interior de la esfera se puede demostrar que el campo varía según una ley dependiente de la distribución de masa; así, para el caso de una esfera homogénea de radio {\displaystyle R}, crece linealmente desde cero en el centro de la esfera hasta su superficie, donde vale: 

(2){\displaystyle g=-{\frac {GM}{{R}^{2}}}}

El campo {\displaystyle \mathbf {g} } creado por una distribución de masa totalmente general en un punto del espacio {\displaystyle \mathbf {r} } se determina mediante integración, sumando vectorialmente las aportaciones de porciones infinitesimales de masa:

(3){\displaystyle \mathbf {g} =G\int _{M}{\frac {(\mathbf {r} '-\mathbf {r} )\,dm'}{{\left|\mathbf {r} '-\mathbf {r} \right|}^{3}}}=G\int _{V}{\frac {(\mathbf {r} '-\mathbf {r} )\,\rho (\mathbf {r} ')\,dV}{{\left|\mathbf {r} '-\mathbf {r} \right|}^{3}}}}

El interés de describir la interacción gravitatoria mediante un campo radica en la posibilidad de expresar la interacción gravitacional como el producto de dos términos, uno que depende del valor local del campo {\displaystyle \mathbf {g} } y otro una propiedad escalar que representa la respuesta del objeto que sufre la acción del campo. Por ejemplo, el movimiento de un planeta se puede describir como el movimiento orbital del planeta en presencia de un campo gravitatorio creado por el Sol.
La divergencia y el rotacional del campo gravitatorio valen:
{\displaystyle \nabla \cdot \mathbf {g} =-4\pi G\rho \quad \quad \nabla \times \mathbf {g} =0}
La primera nos indica que sus fuentes u orígenes son escalares (la masa) y el segundo nos indica que es conservativo.

### Potencial gravitatorio

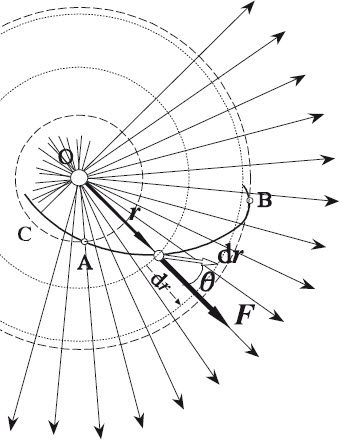
Circulación entre dos puntos de un campo de fuerzas centrales. El resultado no depende del camino seguido, sino tan solo de las posiciones de los dos puntos. En consecuencia, el campo de fuerzas centrales es conservativo.

Podemos demostrar que el campo gravitatorio es conservativo sin más que comprobar su circulación entre dos puntos genéricos A y B es independiente del camino o trayectoria que sigamos. En efecto, calculando dicha circulación (trabajo por unidad de masa), y de acuerdo con la notación reflejada en la figura, obtenemos:
{\displaystyle {\frac {{W}_{AB}}{m}}=\int _{A}^{B}{\mathbf {g} \cdot }\ d\mathbf {r} =\int _{A}^{B}{-G{\frac {M}{{r}^{2}}}{{\mathbf {u} }_{r}}\cdot }\ d\mathbf {r} =-GM\int _{A}^{B}{\frac {dr}{{r}^{2}}}=\left[{\frac {GM}{r}}\right]_{A}^{B}={\frac {GM}{{r}_{B}}}-{\frac {GM}{{r}_{A}}}}
Esto es, el trabajo(la circulación) realizado por el campo es función únicamente de los valores que toma una cierta función escalar de punto en los extremos de la trayectoria, con independencia del camino seguido. Esa función escalar se denomina potencial gravitatorio y, en el caso del campo creado por una masa puntual (o una distribución esférica de masa) viene expresado por:
{\displaystyle \phi (r)=-{\frac {GM}{r}}}
De este modo, 
{\displaystyle {\frac {{W}_{AB}}{m}}=\left({\frac {GM}{{r}_{B}}}-{\frac {GM}{{r}_{A}}}\right)=-\left(\phi ({{r}_{B}})-\phi ({{r}_{A}})\right)}
donde el signo negativo indica que el trabajo realizado por la fuerza gravitatoria representa una disminución del potencial gravitatorio. Esto es, si la partícula se mueve en la dirección del campo, el trabajo que este realiza sobre ella es positivo y su potencial gravitatorio disminuye.
Así a cada punto del espacio se le puede asignar un potencial gravitatorio {\displaystyle \phi } relacionado con la densidad de la distribución de masa mediante su laplaciano y con el campo gravitatorio mediante su gradiente por:
{\displaystyle {{\nabla }^{2}\phi }=\Delta \phi =4\pi G\rho \quad \quad \nabla \phi =-\mathbf {g} }

### Líneas de campo

Una línea de fuerza o línea de campo, normalmente en el contexto del electromagnetismo, es la curva cuya tangente proporciona la dirección del campo en ese punto. Como resultado, también es perpendicular a las líneas equipotenciales en la dirección convencional de mayor a menor potencial. Suponen una forma útil de esquematizar gráficamente un campo, aunque son imaginarias y no tienen presencia física.

## Campo gravitatorio en física relativista

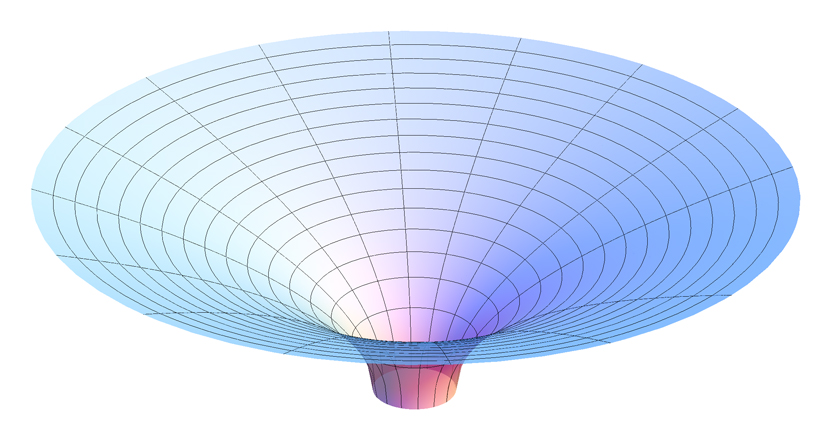
Flamm Paraboloide (solución exterior de Schwarzschild)

En la teoría de la relatividad general el campo gravitatorio no se describe como un campo de fuerzas, sino que las trayectorias curvas que los cuerpos siguen en el espacio tridimensional, son solo un reflejo de que el espacio-tiempo es curvo. De acuerdo con la teoría de la relatividad general, una partícula puntual en caída libre en un campo gravitatorio está siguiendo una línea de mínima curvatura, llamada geodésica, sobre un espacio-tiempo curvo. Por tanto, la curvatura de las trayectorias tridimensionales se debe a que la línea más recta posible en el espacio-tiempo de cuatro dimensiones no se proyecta como una recta, vista desde el espacio tridimensional.
El campo gravitatorio se interpreta en relatividad como la curvatura del espacio-tiempo que, en presencia de materia, deja de ser plano. Allí donde el espacio-tiempo no es plano, se percibe ese hecho como campo gravitatorio local, y viceversa, allí donde se percibe campo gravitatorio se tiene una geometría curva del espacio-tiempo. Así, la teoría relativista de Einstein del campo gravitatorio es una teoría de la estructura geométrica local del espacio-tiempo. En esta teoría el tensor de curvatura de Ricci está asociado al tensor de energía-momento de la materia:

{\displaystyle R_{ik}-{1 \over 2}g_{ik}R={8\pi G \over c^{4}}T_{ik}}

Donde:
{\displaystyle R_{ik}\,} son las componentes del tensor de curvatura de Ricci.
{\displaystyle g_{ik}\,} son las componentes del tensor métrico que permite medir distancias en el espacio-tiempo curvo.
{\displaystyle R\,} es el escalar de curvatura de Ricci.
{\displaystyle T_{ik}\,} son las componentes del tensor de energía-impulso de la materia que crea el campo.
{\displaystyle G,c\,} son la constante de la gravitación universal y la velocidad de la luz.

### Aproximación de campos débiles
Para campos gravitatorios débiles, que dan lugar a un espacio tiempo asintóticamente plano y cuerpos moviéndose en ellos a velocidades pequeñas comparadas con la velocidad de la luz (desde el punto de vista de los observadores estacionarios muy alejados de la fuente gravitatoria), puede representarse la geometría del espacio-tiempo curvo mediante una métrica muy cercana a al métrica euclídea dada por:

{\displaystyle \mathrm {d} s^{2}=-\left(c^{2}+2\phi _{g}\right)\mathrm {d} t^{2}+\mathrm {d} x^{2}+\mathrm {d} y^{2}+\mathrm {d} z^{2}}

Las ecuaciones del movimiento de una partícula en un campo gravitatorio débil del tipo anterior vienen dadas por:

{\displaystyle {\ddot {\mathbf {r} }}=-{\dot {t}}^{2}{\boldsymbol {\nabla }}\phi _{g}\approx -{\boldsymbol {\nabla }}\phi _{g},\qquad {\ddot {t}}+{\frac {2{\dot {t}}}{c^{2}+2\phi _{g}}}{\dot {\mathbf {r} }}\cdot {\boldsymbol {\nabla }}\phi _{g}=0}

La primera de las anteriores implica que las coordenadas espaciales varían similarmente al caso clásico, aunque afectados por un factor de ralentización temporal {\displaystyle ({\dot {t}}^{2})}, mientras que la relación entre el tiempo propio y la coordenada temporal se obtiene integrando la segunda ecuación:

{\displaystyle t(\tau )=C_{2}+\int _{0}^{\tau }C_{1}\exp \left(-\int _{0}^{\tau _{2}}{\frac {2{\dot {\mathbf {r} }}\cdot {\boldsymbol {\nabla }}\phi _{g}}{c^{2}+2\phi _{g}}}\ d\tau _{1}\right)\ d\tau _{2}}

### Espacio-tiempo estacionario
En el caso general de un espacio-tiempo no estacionario no es posible aproximar el campo mediante un campo de fuerzas derivadas de un potencial. Sin embargo, en el caso de un espacio-tiempo estático es posible encontrar un análogo al potencial gravitatorio, que en el límite de campos débiles se reduce al potencial newtoniano. Para ver esto, se parte de la forma general de la métrica en un espacio-tiempo estático que viene dada por:

{\displaystyle \mathrm {d} s^{2}=-\lambda (x^{1},x^{2},x^{3})\mathrm {d} t\otimes \mathrm {d} t+\mathrm {d} \Sigma ^{2}(x^{1},x^{2},x^{3})}

A partir de la relación fundamental para la energía-momento, se tiene que:

{\displaystyle g_{\alpha \beta }P^{\alpha }P^{\beta }=-\lambda {\frac {E^{2}}{c^{2}}}+p^{2}=-m^{2}c^{2}}

se puede definir un "potencial gravitatorio efectivo" {\displaystyle \phi _{g}} tal que:

{\displaystyle 1+{\frac {2\phi _{g}}{c^{2}}}=\lambda }

De las dos últimas ecuaciones se tiene que:

{\displaystyle E={\frac {1}{\sqrt {1+(2\phi _{g}/c^{2})}}}{\sqrt {p^{2}c^{2}+m^{2}c^{4}}}={\frac {mc^{2}}{\sqrt {1+(2\phi _{g}/c^{2})}}}{\sqrt {1+{\frac {p^{2}}{m^{2}c^{2}}}}}}

Para campos débiles, esta última ecuación se puede reescribir, usando la aproximación {\displaystyle {\sqrt {1+x}}\approx 1+x/2}, como:

{\displaystyle E\approx \left(1-{\frac {\phi _{g}}{c^{2}}}\right)mc^{2}\left(1+{\frac {1}{2}}{\frac {p^{2}}{m^{2}c^{2}}}\right)\approx mc^{2}+{\frac {p^{2}}{2m}}+m\phi _{g}}

que coincide con la expresión clásica de la energía mecánica newtoniana más la masa en reposo. Si no se usa esta aproximación se puede escribir la energía potencial efectiva para un espacio-tiempo estático como:

{\displaystyle E={\frac {1}{\sqrt {1+(2\phi _{g}/c^{2})}}}{\sqrt {p^{2}c^{2}+m^{2}c^{4}}}\approx (1-\phi _{g}/c^{2}){\sqrt {p^{2}c^{2}+m^{2}c^{4}}}}

Para el caso, un poco más general de un espacio-tiempo estacionario pueden usarse los dos potenciales de Hansen, uno de los cuales desempeña un papel análogo al potencial newtoniano y el otro da el efecto gravitomagnético.

### Espacio-tiempo general
Si el espacio tiempo no es estacionario no existe ningún análogo local de la energía gravitatoria. De hecho, en el caso más general en relatividad general no puede definirse un tensor de energía-impulso para el campo gravitatorio, por lo que la noción de conservación de la energía en caso general no es análoga al caso clásico. Si bien existe una ley local de conservación de la energía, no existe una magnitud global que pueda considerarse la energía del sistema, incluyendo el campo gravitatorio.

## Investiguese también
- Gravedad
- Intensidad del campo gravitatorio
- Ley de gravitación universal